# Tisbe reticulata
Tisbe reticulata är en kräftdjursart som beskrevs av Bocquet 1951. Tisbe reticulata ingår i släktet Tisbe och familjen Tisbidae. Inga underarter finns listade i Catalogue of Life.